# Kék (heraldika)
Névváltozatok: 
sötétkék (Nagy Iván IX.518.), égszínű (Nagy Iván VIII. 324.), égszin kék (Nagy Iván IV. 122., Barna-Sümeghy 61.), tengerszínű (NySz I. 344), saphir színű (Nagy Iván I. 3., IV. 256.), türkís (NySz I. 1124.), lazúr festék: armenium, color armenius, cearuleum, asurblau (NySz I. 835.), achamarin (NySz I. 1124.) indegó, indi; indicum; indigo (NySz I. 1124.)

fr: azur, en: azure, de: blau, r. de: Azur (Oswald 49.), Lasur, Lasurfarben (Oswald 248.), Saphir (Oswald 340.), la: coelestinus, coeruleus, cyaneus, coesius, azureus, flavus, asur

Rövidítések

A kék a színek közé tartozó heraldikai színezék. A heraldikában használt kék árnyalatok az azúrkék, középkék, kobaltkék és ultramarin, de a magyar heraldikában nagyon gyakori az égszínkék is, mely alapként jobban láthatóvá teszi a pajzson ábrázolt címerábrákat.

## A szó etimológiája
A kék szín egyes nyugat-európai heraldikai rendszerekben használt neve (fr: azur, en: azure) a perzsa لاژورد lazhward származéka, mely a sötétkék kövek (lapis lazuli) lelőhelyének neve volt. A régi francia nyelvbe a 12. századba került, majd a heraldikában is megjelent 'kék' értelemben. Az 1066 utáni normann hódítás után a franciául beszélő nemesek is használták Angliában, az angolszász köznép pedig az eredeti nevet tartotta meg. Míg tehát a francia nyelvű heroldok a zászlókon a színt az azure, addig a köznép ugyanazt a blue szóval nevezte meg.

## A kék szimbolikája
A holt heraldika korában különféle jelentéstartalmakat igyekeztek a kékhez kapcsolni. Prinsaultnál a szépség, nemesség, magasztosság jelképe volt. Alonso Lopez de Haro-nál (1622) az égboltot és a levegőt jelképezi. A Spener által említett Heraldus Britannus nevű középkori herold a veneto elnevezést használta a kékre.

## A kék változatai
A kéknek különféle sötét és világos árnyalatai használatosak a heraldikában a standard középkékhez képest. Ezek közül az égszínkék rendelkezik a legrégibb hagyományokkal. A vízkék (de: Wasserfarbe) az újkori heraldika világoskék színárnyalata volt, melynek külön vonalkázása is van, de használata fölösleges, mert a vizet mindig kékkel színezik és erre a célra jól alkalmazhatók a már használatban levő különféle kék színárnyalatok.

## A kék előállítása
A kékhez ultramarint (párizsi kéket) használtak, melyet a lazúrkő
(lapis lazuli) nevű féldrágakő őrlésével állítottak elő. Ez nagyrészt
alumínium- és nátrium-szilikátokat tartalmaz. A lapis lazulit már az
ókortól sőt régebben is bányászták és exportálták Afganisztánból,
Badahsán tartományból, az Amu-darja mellett. Ezért nevezték
„ultramarinnak”, hiszen a Földközi-tengeren túlról származott. Az
elkészítése rendkívül bonyolult és hosszadalmas volt, ami az árában is
megnyilvánult.
Ezt a folyamatot Cennino Cennini (Il libro dell’arte, a 15. század eleje) írta le részletesen: „Először vedd a lapis lazurit. … Törd össze egy letakart bronzmozsárban, hogy a pora ne
szabaduljon ki, majd öntsd ki egy porfirkőre és törjed szárazon. Majd
vegyél egy fedett szitát, amilyet a materialisták használnak a
gyógyszerek átszitálására. És szitáld át ezt a zúzalékot és törd
össze újra szükség szerint. Emlékezz arra, hogy minél finomabbra
töröd, annál finomabb lesz a kék szín.” Ezután az porrá tört követ
olvasztott viasszal, gyantával és olajjal tésztaszerű anyaggá gyúrták,
melyen Cennini szerint három napon és estén át kell dolgozni. A
tésztához ezután hígított hamuzsír (kálium-karbonát) oldatot adtak,
melyet vízben fahamu lúgozásával készítettek, és az egész anyagot újra
addig dagasztották, amíg a lúg teljesen kék nem lett. Ilyen módon a
kék részecskék néhány nap alatt az edény alján ülepedtek le, míg az
anyag többségét alkotó színtelen kristályos anyag és a többi
szennyeződés a tésztaszerű anyagban maradt, majd az üledéket porrá
szárították.
A kékhez kobaltot, pontosabban kobaltsókat is használtak, mert a
kobalt fémet 1735-ig nem ismerték. Továbbá a középkori és a reneszánsz
festészetben azuritot is használtak, mely jóval olcsóbb volt,
Európában bányászták és csak össze kellett törni és le kellett
ülepíteni. Hidratáció által azonban zöld színű malachittá válik és
enyhén lúgos környezetben a nedvesség hatására hosszú távon réz-oxiddá
válik, ami fekete foltokban jelentkezik.